# Västlig bandpunggrävling
Västlig bandpunggrävling (Perameles bougainville) är ett pungdjur i familjen punggrävlingar (Peramelidae) som förekommer på några öar väster om Australien.

## Utbredning, bestånd och habitat
Arten hade ursprungligen ett stort utbredningsområde i Western Australia och New South Wales. Sedan befarades att djuret var utdött men på Bernier Island och Dorre Island överlevde två populationer. Västlig bandpunggrävling blev sedan åter introducerad på Faure Island och angränsande delar av det australiska fastlandet. Hela beståndet är idag omkring 5 500 individer. Habitatet utgörs av gräs- och buskmarken som ofta har några sandkullar. På fastlandet finns dessutom mera klippiga områden.

## Utseende
Västlig bandpunggrävling blir cirka 28 cm lång inklusive svansen som upptar ungefär en tredje del av hela kroppslängden. Vikten ligger mellan 190 och 250 gram. Pälsens grundfärg är på ryggen gråbrun och på buken och fötterna vitaktig. Artens namn syftar på tre mörkare eller ljusare strimmor på ryggens bakre del. Honornas pung (Marsupium) har öppningen bakåt så att den inte fylls med sand när individen gräver.

## Ekologi
Individerna är aktiva på natten och vilar på dagen i öppna landskap i självgrävda underjordiska bon som polstras med löv. Ibland söker de skydd i bon som byggts av kaniner samt i bergssprickor. I regioner med tätare vegetation skapar de ett näste av växtdelar och jord. Utanför parningstiden är de ofta aggressiva mot varandra. Efter parningen som vanligen äger rum under den australiska hösten eller vintern är honan dräktig i endast omkring 12 dagar. Sedan föds en till tre ungar som stannar 45 till 60 dagar i pungen. Efter cirka 80 dagar är ungarna självständiga.
Västlig bandpunggrävling gräver efter sin föda som huvudsakligen utgörs av insekter och andra ryggradslösa djur samt av olika växtdelar som rötter, frön och örter. I sällsynta fall äter den små ryggradsdjur som ödlor och möss.

## Status
Djuret hotas av introducerade rovdjur som tamkatter och rävar samt av sjukdomar som överförs av kaniner. IUCN betraktar beståndet som stabilt men listar arten på grund av det begränsade utbredningsområde som starkt hotad (EN).